# Epidendrum cerinum
Epidendrum cerinum är en orkidéart som beskrevs av Rudolf Schlechter. Epidendrum cerinum ingår i släktet Epidendrum och familjen orkidéer. Inga underarter finns listade i Catalogue of Life.